# Bayonetta: Bloody Fate
Bayonetta: Bloody Fate (ベヨネッタブラッディフェイ Beyonetta: Buraddi Feito), Bayonetta: Destino Sangriento en América Latina, es una película de anime producida por el estudio Gonzo, basada en el videojuego Bayonetta del creador Hideki Kamiya, para SEGA y PlatinumGames. Fue dirigida por Fuminori Kizaki con guion de Mitsutaka Hirota. Bloody Fate es también el primer producto de la franquicia Bayonetta con voces en japonés, ya que el videojuego original tuvo voces en inglés en todo el mundo. La película fue estrenada en los cines japoneses el 23 de noviembre de 2013 y posteriormente lanzado en DVD y Blu-ray el 14 de febrero de 2014. La película ha sido licenciada en América del Norte por FUNimation y el doblaje en inglés cuenta con la mayor parte del mismo elenco de voces del juego original, retomando sus papeles respectivos. En España la película fue licenciada por Selecta Visión para su lanzamiento en Blu-ray y DVD el 5 de noviembre de 2014. En América Latina es distribuida por Sato Company y se encuentra disponible en el catálogo de Netflix.
Después de la buena acogida de la película, el elenco japonés de Bloody Fate vuelve a prestar sus voces a los personajes en el videojuego Bayonetta 2, así como en la edición especial del primer juego disponible para Wii U.

## Sinopsis
Bloody Fate adapta la misma historia del videojuego original y aparecen los mismos personajes, con algunos pequeñas modificaciones en el orden en que suceden algunos acontecimientos.
Después de despertar de 500 años de su letargo en el fondo de un lago sin recordar nada de su vida anterior, la bruja Bayonetta se embarca en un viaje para redescubrir su identidad y su pasado. Luchando contra las hordas de ángeles que se interponen en su camino, el viaje de Bayonetta la lleva a la aislada ciudad europea de Vigrid, donde se enfrenta a caras de su pasado y un misterio en relación con los Ojos del Mundo.

## Producción
Bloody Fate fue creada por el estudio de animación Gonzo. Ai Yokoyama fue responsable del diseño de los personajes principales de Bloody Fate basándose en los diseños originales de Bayonetta creados por Mari Shimizaki, quien también supervisó el proyecto. Hiroya Iijima fue el encargado de los diseños de enemigos angelicales, también basado en ilustraciones originales para el juego, y Mai de Avex Entertainment interpreta el tema principal, titulado Night, I Stand. Otra música para la película fue compuesta por Jun Abe y Masato Kazune, con algunas piezas adicionales proporcionados por versiones remezcladas de músicas del videojuego.

## Reparto
| Personaje        | Actor de voz (Japón) | Actor de voz (EE. UU.) | Actor de voz (España) | Actor de voz (México) |
| ---------------- | -------------------- | ---------------------- | --------------------- | --------------------- |
| Bayonetta        | Atsuko Tanaka        | Hellena Taylor         | Eva Bau               | Patricia Hannidez     |
| Jeanne           | Mie Sonozaki         | Grey DeLisle           | Silvia Cabrera        | Erica Edwars          |
| Enzo             | Wataru Takagi        | John Kassir            | Boris Sanz            | Francisco Villasis    |
| Rodin            | Tesshō Genda         | David Fennoy           | Sergio Capelo         | Raúl Solo             |
| Luka Redgrave    | Daisuke Namikawa     | Yuri Lowenthal         | Darío Torrente        | Hugo Núñez            |
| Cereza           | Miyuki Sawashiro     | Joy Jillian            | Eva Andrés            | Wendy Malvárez        |
| Padre Balder     | Norio Wakamoto       | J. Grant Albrecht      | César Lechiguero      | César Beltrán         |
| Rosa             | Atsuko Tanaka        | Hellena Taylor         | Marina Vinyals        | Patricia Acevedo      |
| Anciana de Umbra | Reiko Suzuki         | Victoria Harwood       | Pili Paneque          | N/D                   |
| Antonio Redgrave | Yasushi Miyabayashi  | Patrick Seitz          | César Lechiguero      | Gerardo Vásquez       |
| Fortitudo        | Takahiro Fujiwara    | David Fennoy           | Sergio Capelo         | Carlos Mireles        |
| Temperantia      | Itaru Yamamoto       | Patrick Seitz          | Rafael Ordóñez        | Pablo Mejía           |

- El doblaje al español para España fue realizado en los estudios AC Estudis, en Valencia (España).[7]
- El doblaje al español para América Latina fue realizado en los estudios MainFrame, en la Ciudad de México.

## Estreno
Bayonetta: Bloody Fate fue estrenada de manera limitada en cines en Japón el 23 de noviembre de 2013. La película fue puesta a la venta en formatos DVD y Blu-ray el 14 de febrero de 2014. FUNimation ha licenciado la película en América del Norte. En España la película ha sido licenciada por Selecta Visión y en América Latina por Sato Company.
Una adaptación manga ilustrada por Mizuki Sakakibara fue publicado en dos volúmenes en Bessatsu Shōnen Magazine de Kodansha el 9 de noviembre de 2013 y 9 de diciembre de 2013, respectivamente.

## Recepción
Richard Eisenbeis, de Kotaku elogió a la película por su hermosa acción y trama ágil, calificándola como "la película más al estilo de los años 90 que he visto en una década" y "aún más potente de lo que el juego era".